# Nabucodonosor II
Nabucodonosor II (642 a.C. ca – 562 a.C. ca) è stato un sovrano babilonese.
Regnò dal 604 a.C. fino alla morte, avvenuta nel 562 a.C.
Noto in antichità per essersi dedicato alla ristrutturazione di Babilonia, pavimentando strade, ricostruendo templi e scavando canali, è famoso invece ai posteri per essere accreditato alla costruzione dei Giardini Pensili, una delle sette meraviglie del mondo antico, e per aver distrutto il tempio di Salomone, causando la prima deportazione del popolo ebraico, meglio conosciuta come Esilio babilonese. È inoltre menzionato nel Libro di Daniele e in altri testi della Bibbia.
Il nome accadico, Nabû-kudurri-uṣur, significa “O Nabu, proteggi il mio primogenito!”; in un'epigrafe, Nabucodonosor si designa come suo prescelto.
Alla sua figura si ispirò Temistocle Solera per il libretto del Nabucco musicato da Giuseppe Verdi (1842).

## L'ascesa e le vittorie
Si dimostrò un valido condottiero ancor prima di divenire re: nel 605 a.C. sconfisse l'esercito egiziano presso Karkemish causandone gravi perdite, inseguì i superstiti che si diedero alla fuga e li uccise. Alla morte del padre Nabopolassar, subito dopo tale battaglia, tornò a Babilonia (agosto-ottobre del 605 a.C.) per ascendere al trono ed esservi incoronato ufficialmente (aprile del 604 a.C.).
Nei suoi primi dieci anni di regno, quasi annualmente, compì estese campagne militari nella zona di Hattu e fece raccolte di pesanti tributi che usò poi per finanziare le sue campagne militari e per l'edificazione delle famose e imponenti opere di difesa e di abbellimento della città di Babilonia.
Fonti archeologiche narrano della sua conquista di Ascalona, nel suo primo anno di regno (novembre-dicembre 604 a.C.). Distrusse la città e se ne tornò a Babilonia nel gennaio-febbraio del 603 a.C..
Durante il suo secondo anno di regno assediò un'altra città, ma lacune nella fonte non permettono di comprendere di quale si tratti.
Dopo circa 3 anni del suo dominio, nel 601 a.C., Nabucodonosor fece del regno di Giuda, retto dal re Ioiakim, un suo Stato vassallo. Forte di questo vassallaggio, che non lo avrebbe stretto fra due fuochi nemici, attaccò l'Egitto. Gli Egiziani lo seppero per tempo e prepararono una forte controffensiva, ma l'esito fu ugualmente disastroso per entrambi gli eserciti. Nabucodonosor dovette tornare quasi sconfitto in patria. Durante il suo sesto anno di regno (nella prima parte del 598 a.C.) compì poi un'incursione contro i Paesi dell'Arabia, e ne ricavò un considerevole bottino.
Nell'ottobre del 597 a.C., domò la ribellione di Ioiakim, suo vassallo da tre anni. Probabilmente, proprio all'inizio dell'assedio dei babilonesi, lo stesso Ioiakim morì (dopo undici anni di regno) e gli successe il figlio Ioiachin. Nabucodonosor conquistò Gerusalemme nel gennaio-febbraio del 597 e fu artefice della prima deportazione del popolo ebraico (marzo 597). Fra i deportati in quell'occasione vi furono, oltre allo stesso neo-re Ioiachin, il profeta Daniele, allora giovanissimo, e i notabili della città. Dopo aver messo Mattania, zio di Ioiachin, sul trono di Gerusalemme con il nome di Sedechia, Nabucodonosor II tornò a Babilonia (Gerusalemme e il suo tempio, stavolta, furono risparmiati).
Domò poi con mano ferma una ribellione, anche militare, in Babilonia, durante il suo decimo anno di regno, trucidando di sua mano molti dei militari ribelli e rendendosi perciò un re fortemente apprezzato.
Conquistò anche Tiro (dopo aver distrutto Gerusalemme nell'ottobre del 587 a.C.) in seguito a un assedio durato 13 anni (forse nel 586/585-572 a.C.). Alla fine il re di Tiro si arrese, ma lasciò senza bottino di guerra il re babilonese e si rifugiò con i beni della città sulla parte isolana, che sarà poi conquistata solo più tardi da Alessandro Magno. In una successiva campagna contro l'Egitto (probabilmente tra il 567 e il 566 a.C.), nel domare una nuova ribellione di Tiro, poté rifarsi del bottino perso in occasione del precedente assedio. Sappiamo che tra le file dell'esercito di Nabucodonosor combattevano anche mercenari greci, tra cui Antimenida, fratello del famoso poeta lirico Alceo.

## La distruzione di Gerusalemme

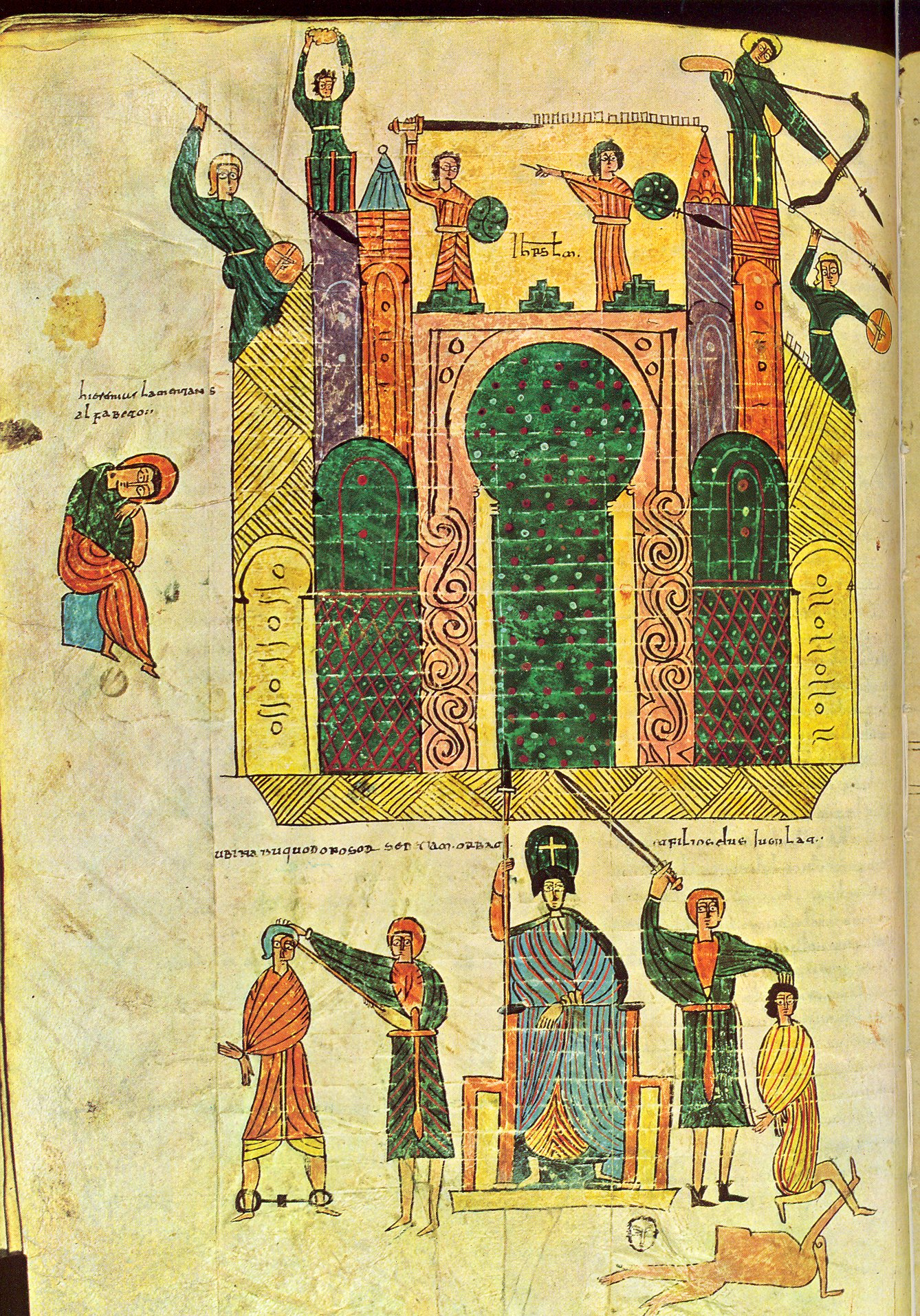
Rappresentazione cristiana dell'11º secolo d.C. sulla distruzione di Gerusalemme da parte di Nabucodonosor II (Beatus von Urgell), miniatura manoscritto apocalittico)

A seguito di una ennesima rivolta del Regno di Giuda, che aveva stretto un patto d'alleanza con gli Egizi durante il governo di Sedecia, nominato governatore di Gerusalemme nove anni prima dallo stesso Nabucodonosor II, i Babilonesi assediarono nuovamente la loro capitale Gerusalemme. L'accerchiamento si protrasse fino all'undicesimo anno di regno di Sedecia. Un tentativo d'intervento dell'alleato egizio a favore di Giuda fu vanificato. I babilonesi tolsero solo momentaneamente l'assedio, respinsero in Egitto l'esercito che veniva in soccorso, e ripresero l'assedio, che si concluse nel 587 a.C. con l'apertura di una breccia nelle mura e la conseguente distruzione del Tempio e delle mura della città, nel 18º anno di regno di Nabucodonosor.

## Religione e lavori pubblici
Abbellì il tempio di Marduk e quelli di numerose altre divinità babilonesi. L'immagine d'oro che eresse nella Pianura di Dura (pochi chilometri a sud-est della Grotta di Macpela) era forse indirettamente dedicata a Marduk, ma certamente voleva esaltare la sua brama di fama e gloria (Daniele 4, 29-30). Inoltre faceva molto affidamento sulla divinazione per decidere le sue mosse strategiche. A prescindere da questo, nel libro di Daniele (4, 31-34), il re Nabucodonosor decise di convertirsi all'Ebraismo, diventando devoto al Dio degli Ebrei, inoltre scrisse anche un capitolo della Bibbia, Daniele 4.
Molta importanza sembra che fosse data da Nabucodonosor al leone, come simbolo di forza probabilmente, osservabile nelle diverse raffigurazioni simboleggiate da una falce (simbolo anche del Leone) tenuta in mano. Figure di tale animale sono evidenziate dai bassorilievi dei 120 leoni a dimensione naturale, lunghi 2,3 metri (60 per ogni lato) che sono sui muri della via della processione dell'Akitu, la via principale di Babilonia alla quale si accedeva dalla famosa porta di Ishtar, restaurata e conservata nel Pergamonmuseum di Berlino.
A Nabucodonosor II si deve anche il restauro di Babilonia e il completamento delle sue famose mura di difesa (iniziate da suo padre Nabopolassar) che la resero la città più fortificata dell'antichità. Sotto il suo regno furono realizzati anche i giardini pensili, una delle sette meraviglie del mondo antico, come regalo alla regina Amytis, originaria della Media. Si tratta di un tentativo di comunicare con le divinità, studiando appunto le stelle, e rappresentavano il "sentirsi piccoli" di fronte al divino.

## Nabucodonosor II nella Bibbia

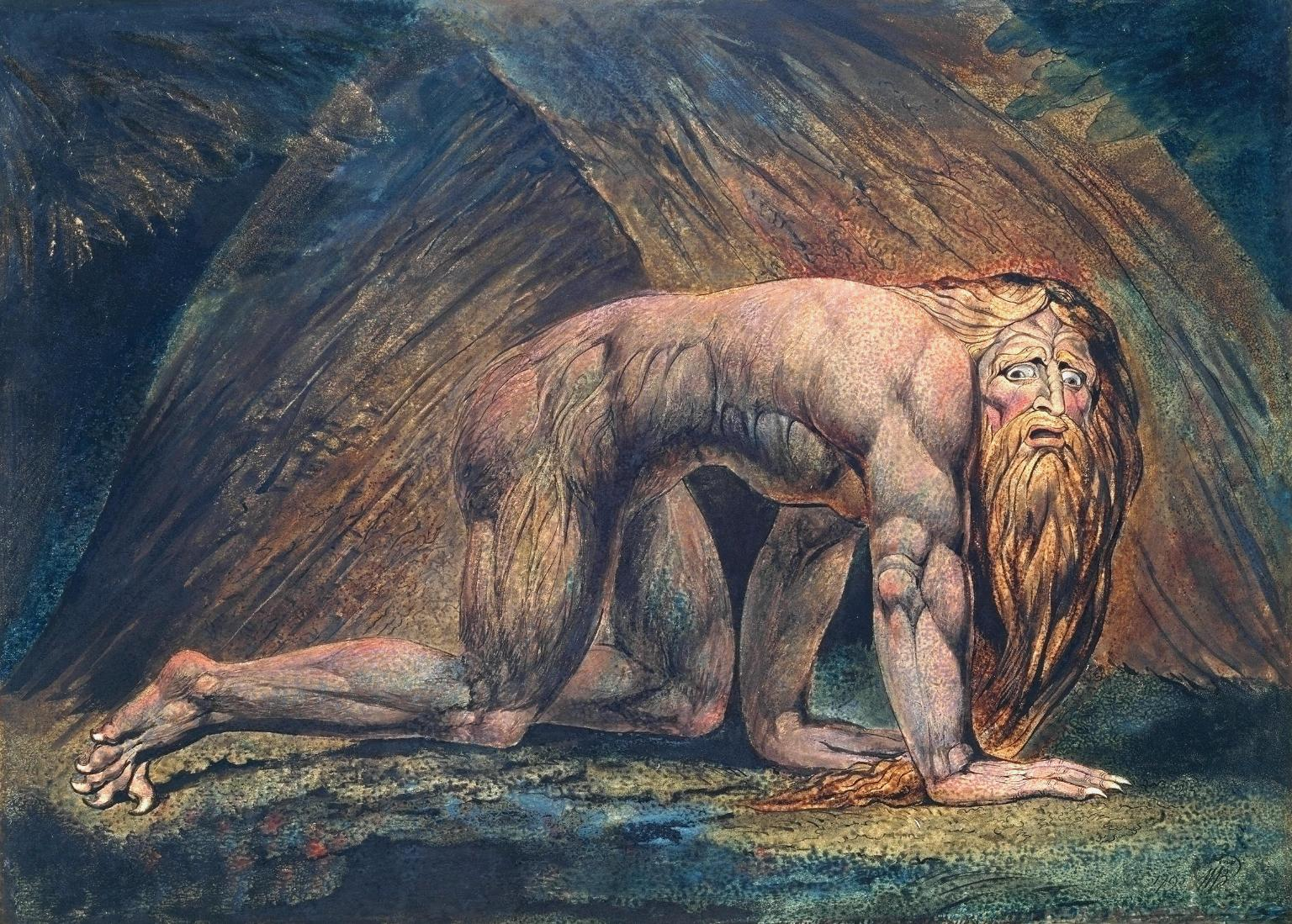
Nabucodonosor visto da William Blake.

Secondo la Bibbia, durante il suo regno Nabucodonosor avrebbe perso il senno e si sarebbe ritirato a vivere nella natura selvaggia come un animale, per poi riprendersi sette anni dopo. Probabilmente invece si tratta di un riferimento all'ultimo dei re di Babilonia, Nabonide. Come che sia, numerosi teologi hanno interpretato questa vicenda in diversi modi: Origene vide la metamorfosi come una rappresentazione di Lucifero, l'angelo caduto. Jean Bodin e Filippo Cluverio lo videro come un cambiamento sia fisico che spirituale, a differenza di Tertulliano, che lo circoscrisse solo alla sfera fisica. L'opinione maggiormente diffusa (anche se non confermata da fonti storiche) fu quella sostenuta in primis da San Girolamo, secondo cui il vanaglorioso re sarebbe diventato pazzo proprio nel momento in cui si vantava, in adempimento di un sogno fatto un anno prima e di cui il profeta Daniele gli aveva dato l'interpretazione.